# Pristomerus novoguineensis
Pristomerus novoguineensis är en stekelart som beskrevs av Szepligeti 1906. Pristomerus novoguineensis ingår i släktet Pristomerus och familjen brokparasitsteklar. Inga underarter finns listade i Catalogue of Life.